# Barri d'eth Cap dera Vila i passèg dera Libertat
El Barri d'eth Cap dera Vila i passèg dera Libertat és el conjunt històric que forma el nucli urbà originari de la ciutat de Vielha, al municipi de Vielha e Mijaran (Vall d'Aran). Forma part de l'Inventari del Patrimoni Arquitectònic de Catalunya i està declarat Bé Cultural d'Interès Nacional.

## Descripció
S'estén a banda i banda del riu Nere, amb un traçat urbà de carrers que pugen paral·lels al riu —com els carrers de Sarriulèra i Major— i uns de posteriors oberts als camps veïns. En aquest barri es conserven alguns edificis civils, antigues residències de famílies nobles que, disposats en carrers estrets, mantenen un aire medieval; es poden esmentar l'antic casal Çò de Rodés, la Tor deth Generau Martinhon —Çò de Santesmases, seu del Museu dera Val d'Aran— o el Çò de Fedusa de l'any 1608, entre d'altres, tots amb finestrals gòtics del segle xvii i portes adovellades. A un extrem del Cap dera Vila hi havia l'antic castell, del qual resta només l'església parroquial de sant Miquel, adossada a la torre de l'homenatge a l'època.

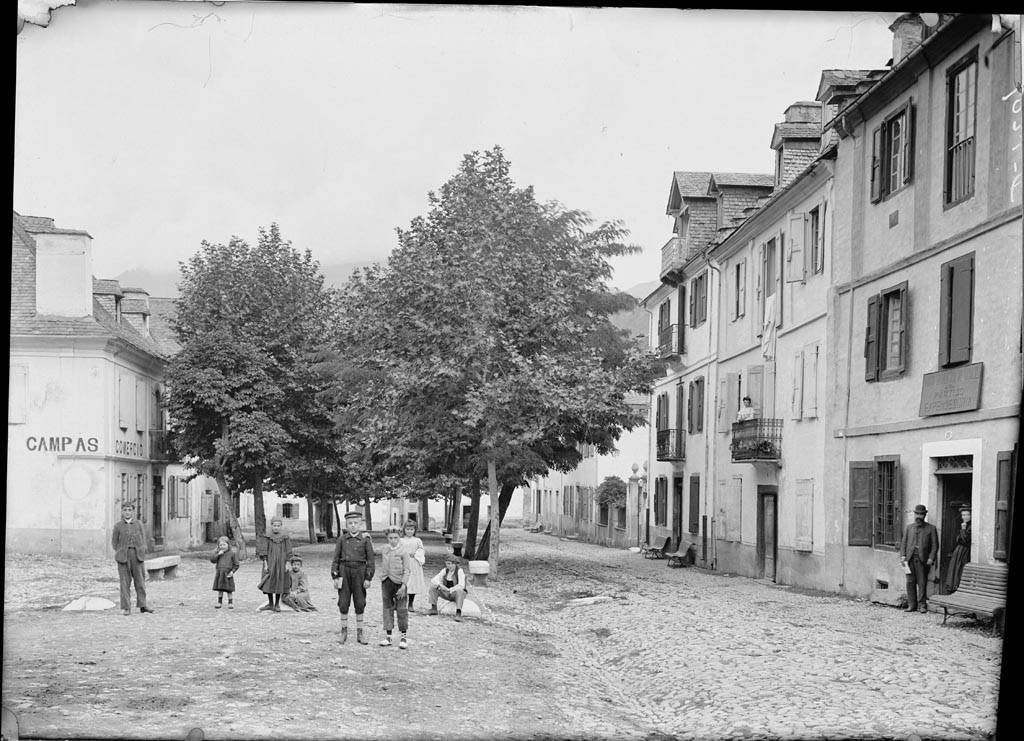
Grup de nens al passèg dera Libertat de Vielha, de Juli Soler i Santaló (1907).

L'expansió de la vila al segle xix fou vers el nord, cap a la Garona, a l'altra banda del Camin Reiau —que comunicava antigament la part alta i baixa de la vall—, i mantingué el seu caràcter axial a cavall de l'espai longitudinal del Passèg o passeig dera Llibertat, amb cases de planta i un o dos pisos amb cobertes de llicorella amb llucanes.